# 伊塔贝拉
伊塔贝拉是巴西巴伊亚州的一个市镇。总面积853.267平方公里，总人口25664人，人口密度30.1人/平方公里。